# 外見至上主義
『外見至上主義』（がいけんしじょうしゅぎ、朝: 외모지상주의、英: Lookism）は、T.Jun（박태준 パク・テジュン）による韓国のweb漫画。韓国の検索サイト・NAVERのウェブトゥーンにて2014年11月から連載されている。日本ではオンライン漫画サイトのXOYで翻訳掲載されていたが、現在はLINEマンガに移行して掲載されている。

## 概要
原作者のT.Junは、『外見至上主義』を執筆するにあたって『今日から俺は!!』と『闇金ウシジマくん』の2作品は参考にしたと話している。原語版では韓国が舞台であり、キャラクター登場人物も全員韓国人だが、日本語版では舞台が日本になり、登場人物も日本人名に変更されている。なお、物語の中盤で登場するキャラクターのコージは原語版から日本人の設定のため、例外である。
また、『喧嘩独学』や「クエスト至上主義」などの作品と世界観がつながっている。
2023年9月11日、ザ・グリム・エンターテインメントは本作のNAVERウェブトゥーンでの視聴回数が韓国国内で52億回、国外で48億回の通算100億回を達成したと発表した。

## あらすじ
外見が原因で学校で酷いイジメに遭っていた高校生の主人公・長谷川蛍介（原語版ではパク・ヒョンソク）は、母親を一人残して有名芸術高校の才源高校に転校し、一人暮らしを始めて人生をリセットすることを決意する。ある日、眠っている間は「超絶イケメン」の自分に変われるようになった蛍介は、昼にイケメン姿で学校に通学し、夜はブサイクの体でアルバイトに勤しむ二重生活を始める。

## 登場人物
名前は日本語版/原語版。
声 - スマートフォンアプリ版 / Netflixアニメ日本語吹替版 の声優
長谷川 蛍介（はせがわ けいすけ）/박형석（パク・ヒョンソク）
声 - 松岡禎丞 / （同）
本作の主人公。眼鏡を掛けた小柄な肥満体形の高校一年生。家は母親と二人で暮らしている。外見のせいでクラスメイトから理不尽ないじめを受けていたが、人生をリセットするために才源高校へ転校する。学科はファッションデザイン学科。母親から離れ一人暮らしを始めるが、ある日眠りから目が覚めるとイケメンの体に変身していた。眠ると体が入れ替わるので、学校にはイケメンの体で通い、夜は本来の体でコンビニのアルバイトをし始める。疲れや病気は共有されないため、片方の体が疲れたらもう片方の体に切り替えて活動する事が出来る。
いじめを受けていたせいで卑屈な性格だったが、イケメンの体によって多くの人物と友情や信頼関係を築けるようになり、自身も人間的に成長していくようになる。普段は常識人で事なかれ主義だが、酒に酔うと気が大きくなる。イケメンの体について周囲の人物には「同姓同名のルームシェア相手」として誤魔化している。物語中盤、とある事件がきっかけでイケメンの体が昏睡状態の重体となる。その結果、一時的に元の体しか使えなくなってしまう。その後、もう一つの体に戸籍があることを知り、真相を知るために戸籍の場所に向かう。その後は明里の父が体の秘密を知っていることに気付くも、明里の父からはDGを超えれば教えると言われ、様々なことが振りかかったことで自暴自棄になり、今西から暴行を受けたことが決め手となって美怜にのみ別れを告げ、現実逃避の為に街から逃亡する。逃亡後はホームレスにまで成り下がるが、ホームレスの老人との出会いや明里から叱咤を受けたことで本当に大切なものが何かに気付き、美怜に近づかせない為に今西に戦いを挑む。結果は敗北したが、今西を美怜から引き離すことに成功し、元の体も意識を取り戻す。
潜入捜査のために行った動画配信サービスでデブキャラが受け入れられたことで自己肯定感が上がりむしろ肥満体型に愛着を持ったが、とある理由から過酷なダイエットを行うことになり、本来の肉体も大幅に痩せイケメンになった。
このキャラクターのモデルとなった人物はモデルの박형석（パク・ヒョンソク）である。
北原 流星（きたはら りゅうせい）/이진성（イ・ジンソン）
声 - 浦田わたる / （同）
ファッションデザイン学科1年生。黒髪オールバックの青年。中学校時代にボクシングの経験があり、高速パンチが武器。蛍介が転校した際に街で最初に出会った人物。短気で血の気が多く、何かと喧嘩沙汰が多い人物であったが、物語の序盤で改心する。酒に酔うと性格が変わり、やたらと絡むようになる。瑞希に一途だが、瑞希がイケメンの体の蛍介にうっかり見惚れたため、蛍介に若干ライバル意識を抱いている。森永のことをいじめていたが、改心した後は彼に対しては罪悪感を感じており、いじめを率先して止めるようになった。少々メンヘラ気質がある。
幼馴染のヨハンとは以前は仲が良かったが、ある出来事がきっかけで疎遠となり、疎遠となる前に試合でヨハンに負けたことがボクシングから離れる遠因にもなった。
四宮 紅輝（しのみや こうき）/홍재열（ホン・ジェヨル）
ファッションデザイン学科1年生。金髪のマッシュヘアーで、両目が前髪で隠れている為はっきりとした素顔は確認出来ない。漫画にはよく出てくる言葉を全く話さないキャラで、話相手がセリフを代弁する形で会話を成立させている。
常に蛍介のことを気にかけており、家が貧乏と噂された蛍介のためにコーディネート済みのオーダメイドのブランド服や靴等をいつも大量にプレゼントしている。蛍介に危害を加えようとする人物を裏で制裁するなど陰ながら蛍介をサポートしていたが、仲良くなった現在は蛍介だけでなく、蛍介の友人がピンチの時にも自らが盾となり守るようになった。
財閥一族の御曹司で、会長である父はデパートや、ホテル、遊園地など様々な事業を手がけている。両親や兄とはあまり良好な関係ではないため高級マンションで一人暮らしをしているが、妹の茜とは仲がいい。
犬が大の苦手だったが、子犬の里親を探す蛍介のために4匹も引き取り育てたことで克服し溺愛するようになる。成績はクラス一位と頭も良いため、よく蛍介に試験勉強を教えている。ケンカも強く、システマという格闘術を使う。他の強キャラと違い実力を過信しておらず、手強そうな相手と対峙する前にはリサーチして対策を考えたりする。喫煙者だったが、蛍介と仲良くなりたい一心で長らく禁煙中。蛍介が入院した際には食事をする間も惜しんで付きっきりで看病しており、それをきっかけに医者を目指すようになる。財布に入っている蛍介と撮った写真やスマホに貼ってあるプリクラを、宝物のように大切にしている。鍵付きの通学鞄の中には、実は拳銃が入っている。
香川 美怜（かがわ みれい）/박하늘（パク・ハヌル）
声 - 宮原颯希 / 早見沙織
ファッションデザイン学科1年生。黒髪セミロング(原作とアニメ版では髪型が異なる)の女の子。ぶりっ子気質でイケメンに目がなく、イケメンの体の蛍介が転校してから最初に目をつけた。パプリカTVという実況用動画サイトの暴漢に襲われそうになったところを本来の体の蛍介に助けられて以来、本来の体の蛍介を「ブーちゃん」と呼び好意を示すようになる。面倒見がよく頭も良いため、夜勤中に勉強をしていた蛍介に数学を教える。当初は相手の外見のみで判断していたが、本来の体の蛍介との出会いで中身を重視するようになった。明里に対しては本来の体の蛍介に対して好意を抱いていることもあって、複雑な感情を抱いている。もう一つの体の蛍介が入院してからは元の体の蛍介を守る為に今西の彼女として振る舞っていたが、元の体の蛍介が今西を退けたことで開放される。
坂根 瑞希（さかね みずき）/김미진（キム・ミジン）
声 - （不明） / 依田菜津
ファッションデザイン学科1年生。茶髪ロングヘアーの女の子。クラスのマドンナ的存在で、流星とは幼馴染。喧嘩や暴力を嫌っているが、流星のことは好意的に思っている。
普段は流星に対しては素っ気ないが、流星の不器用な優しさには気付いており、流星が唯などの他の女子と交流を持つことに敏感になるなど、本人も流星のことを意識している節がある。元々流星とは仲も良かったが、ヨハンとの一件以降ボクシングを辞め、不良になったことが暴力を嫌う理由でもある。
アニメ版ではキャラクターデザインが大きく変更されており、眼鏡と自転車がトレードマークになっている。
森永 雅樹（もりなが まさき）/박지호（パク・ジホ）
声 - （不明） / 新田杏樹
ファッションデザイン学科1年生。眼鏡の気弱な青年。同じクラスメイトにいじめられていた。少々見栄っ張りで自信過剰であり、ファッションやブランド物にこだわり人の目を気にしている。トラブルメーカーであり、その度に何かと蛍介達によって救われるが、性懲りもなくトラブルを引き起こしている。また、友人のことも自分に都合の良い存在としか認識していないことを流星に指摘されている。物語中盤、とある出来事からイケメンの体の蛍介を逆恨みし、彼をビルの2階から突き落として瀕死の重態にさせる。その後裁判で懲役2年の判決を下され、少年院での理不尽な暴力や過酷な環境によるストレスを経験して凶暴化する。これ以降は迫田からも認められつつあり、少年院では他者を恐怖で支配する恐怖のカリスマとして成長していくようになる。
馬場 晃司（ばば こうじ）/이은태（イ・ウンテ)
声 - 武内駿輔 / （同）
建築学科1年生。建築学科の生徒が在籍する「バーンナックル」の番長。通称「怪力のバスコ」。バスコというあだ名は幼少期の憧れだったヒーローの名前が由来。全身に刺青を入れた強面の外見。翔瑠をはじめとしたバーンナックルのメンバー全員に慕われているが、イケメンに嫉妬し涙を流すなど根は純粋である。また、あまりにも純粋なためになんでも信じ込んでしまう所がある。悪（ワル）は許さないという絶対的正義感を持ち、一度はイケメンの体の蛍介の事を誤解していたが、後に和解する。物語の中盤からは本来の体の蛍介と共に肉体的特訓を行うようになる。
中学校時代に先輩グループから過酷ないじめを受ける。その際に取り返しのつかない焼印を入れられ先端恐怖症に陥るが、傷を消すために翔瑠と刺青を彫ってからは克服した。
同姓同名の実在するラッパーがモデルになっている。
岡本 翔瑠（おかもと かける）/박범재（パク・ボムジェ）
声 - （不明） / 広瀬裕也
バーンナックルの副長。バスコにいつもくっついている。耳がでかい。モデルは歌手であるパク・ジェボムの説が有力である。
磯野 聡（いその さとし）/장현（チャン・ヒョン）
美容学科1年生。美容学科1年で唯一の男子生徒であり、そのため同じ学科の女子達にチヤホヤされている。しかし美容師としての腕前は今一つであり、前髪すらまともに切ることが出来ない。髪色が頻繁に変わる。周囲には隠しているが幼い娘がおり、男手ひとつで育てている。実はかなり喧嘩が強い。4大クルーのうちの一つ“ホステル”のヘッドである。
埼玉 貴仁（さいたま たかひと）/진호빈（チン・ホビン）
声 - 伊東健人 / 小野大輔
ヴォーカルダンス学科1年生。サングラスを掛けたラッパーシンガーで、自分の実力とルックスに絶大な自信を持っている。敏斗を見下していじめていたが、少しずつ敏斗の才能を認めるようになる。左目が重瞳で、素顔を見られる事を頑なに拒んでおり、いつもサングラスをかけている。喧嘩の実力はそこそこだと思われていたが、実はバスコと渡り合える実力者である。
今 敏斗（こん びんと）/편덕화（ピョン・ドクファ）
声 - （不明） / 最上嗣生
ヴォーカルダンス学科1年生。屋台を営む祖母と暮らしている。才能があり努力家であるが、不細工な外見のせいで埼玉からいじめられていた。しかし屈することはなく幾度となく立ち上がってきた結果、PTJのBクラス練習生に昇格し、周囲からも実力を認められるようになった。蛍介に歌や勉強を教えたりと、面倒見も良い。蛍介の良き友人の1人である。蛍介は彼の人柄を尊敬しており、敏斗本人が知らない内に蛍介に影響を与えている。
モデルとなった人物は作中と同じように同じく蛍介のモデルとなった人物とセッションをしている。

練馬 明里 （ねりま あかり）/최수정（チェ・スジョン）
声 - （不明） / 青山玲菜
ファッション学科1年生。物語中盤で才源高校に転校してくる。不細工な外見だが芯は強い。
蛍介と同じく2つの体を持っている。もう1つの体は美貌に満ちており、父親の命令により蛍介を監視している。見た目にしか興味の無い男を嫌っている。そのためイケメンの体の蛍介を嫌い、本来の体の蛍介には好意を抱いている。しかし、美貌に満ちたほうの明里は本来の体の蛍介からは警戒心を抱かれている。
美貌に満ちた体の方は、本来の明里の双子の姉のフリをしており、蛍介達には「アリー」と名乗っている。温室育ちの為か一般的な業務には慣れていない模様。両方の体共通で高い戦闘能力を誇っている。
譲（じょう）/박종건 （パク・ジョンゴン）
黒髪でオーバーコートを着た男で10人の天才のうちの1人である。明里のガードマン。各地の不良たちから集金していた。バスコやホステルを圧倒するほどの強さを持つ。使用格闘技は極真空手、合気道で、過去に真上一派を滅ぼしている。
淳介（じゅんすけ）/김준구（キム・ジュング）
金髪でオーバーコートを着た男で10人の天才のうちの1人である。普段は仲の良い譲とコンビを組めば無類の強さを誇るが、ちょっとしたきっかけで急に不仲になったりでなかなか連携が取れない。バスコに強さの秘訣を教えた張本人。バスコと翔瑠の中学時代のいじめられっ子だった「蝉先輩」の同い年の従兄弟。剣を握る時だけは戦いに集中する（抜刀道）。
コージ
森永のギャンブル騒動に登場した中学生で10人の天才のうちの1人である。生意気で金にがめついが頭脳明晰である。ハッキングの天才で、明里の父からその関係の援助を受けている。原語版では日本人設定のため、日本語版でも名前が変えられていない人物。2年生編からは才源高校のコンピューター学科に入学する。
今西 健太（いまにし けんた）/이태성（イ・テソン）
蛍介が転校する前の高校のクラスメイト。蛍介をいじめていた張本人。過去のとある出来事が原因で心が荒み、暴力を信奉するようになった。そのブラジリアン柔術の実力は凄まじく、四宮を卑怯な策略を使いながらも倒し、流星をも軽くあしらうほどである。2年生編で才源高校に転校してくる。蛍介にとっては服従が条件反射と化すほどの恐怖の対象である。ふとした事から美怜に好意を抱くようになる。しかし、明里に手を上げようとしたことから美怜からは嫌われている。
痩せると周りの目を引くほどの美形となったが、自慢の体重を活かした技が使えなくなって非常に喧嘩が弱くなり、更に続婚になっていた美怜にあっさり振られたためにわざと太り、元の体重よりアップさせ、更に強くなった。現在では一姟会の美容科兼幹部を務めている。
四宮 茜（しのみや あかね）/홍재혜（ホン・ジェヒェ）
四宮紅輝の妹。イケメンの体の蛍介に好意的である。性格もどちらかというと兄同様に温厚で思いやりがある。反面、美怜同様にミーハー気質。
迫田 充紀（さこだ みつのり）/김기명 （キム・ギミョン）
4代クルーの内、"ビッグディール"のNO.1であり、ロマンを大事にしている。少年院に入れられていた過去がある、そこで森永と出会い、森永を変えるきっかけになった。羽柴という元ビッグディール仲間を一姟会に1億円で買収されてしまい、それを救うために強くなり続けている。

## 用語
才源高等学校（としもとこうとうがっこう/ジェウォン）
蛍介が転校することになった高校。ファッションデザイン、ヴォーカルダンス、製パン、スポーツ、建築、漫画学、ミュージシャンなどの学科がある。服装の規定が緩いせいもあって、刺青や染髪など派手な容姿をしている生徒が多く、近所では不良の溜まり場と見られているが、有名人を度々輩出している有名校でもある。また、ヴォーカルダンス学科とミュージシャン学科は不仲である。
PTJエンターテインメント
有名な芸能事務所。現在はDGが事務所の代表。
4大クルー
北の“ゴッドドッグ”、東の“ホステルA”・“ホステルB”、南の“一姟会”、西の“ビッグディール”の4つのクルーの総称。
アライド
長谷川蛍介がもう1人の完璧な体の自分を一姟会第一子会社から救い出すために作ったクルー。安城玄斗は磯野聡を倒すため、元天良であった埼玉貴仁は一姟会第一子会社に天良メンバーがいると知ってアライドに加わった。
アライドのメンバーは長谷川蛍介、北原流星、馬場晃司、四宮紅輝、安城玄斗、埼玉貴仁の6人である。

## 書籍情報
- 『外見至上主義』シリーズ（著: T.Jun、KADOKAWA）
  1. 2018年9月28日、ISBN 9784047351752[8]
  2. 2018年11月30日、ISBN 9784047354197[9]
  3. 2019年1月31日、ISBN 9784047354203[10]

## ゲーム
2019年9月27日よりAndroid・iOS用ゲームアプリとして正式サービス開始。基本プレイ無料で、アイテム課金が存在する。配信はYD Online、運営はITOXI。

## Webアニメ
2022年11月4日よりNetflixにて配信予定であったが、梨泰院群衆事故を受けて無期限延期となったのを経て、同年12月8日より配信されている。全8話。

### スタッフ
- 原作 - T.Jun「外見至上主義」（LINEマンガ）[14]
- 監督 - Han Kwang Il[14]
- アート - Lee Dae Woo[14]
- 音楽 - Han Kyung Hoon[14]
- 制作 - スタジオミール[14]

### 主題歌
「Like That」
ATEEZによる主題歌。